# قانون إلغاء بروسيا
حدث الإلغاء الرسمي لبروسيا (بالألمانية: Abschaffung von Preußen) في 25 فبراير 1947، بمرسوم صدر من مجلس مراقبة الحلفاء.

## التاريخ

بروسيا خلال جمهورية فايمار

كانت بروسيا لعدة قرون قوة رئيسية في شمال وسط أوروبا، حيث كانت تتمركز حول مدينتي برلين وكونيغسبرغ، وقد برزت بشكل خاص خلال القرنين الثامن عشر والتاسع عشر. وعقب انتصارها في الحرب النمساوية البروسية، أصبحت بروسيا القوة الدافعة في إنشاء قيصرية ألمانية استثنت النمسا (المسألة الألمانية) وفي عام 1871 أصبح ملك بروسيا إمبراطورًا لألمانيا.
بعد الحرب العالمية الأولى، تحملت دولة بروسيا الحرة الجديدة معظم الخسائر الإقليمية لألمانيا لكنها ظلت الدولة المهيمنة في جمهورية فايمار. وخلال الحقبة النازية، بقيت ولايات جمهورية فايمار ولكن تم تهميشها. وبعد الحرب، مرة أخرى، كانت جميع خسائر ألمانيا الإقليمية تقريبًا من المناطق التي كانت جزءً من بروسيا.
ألغيت بروسيا بموجب قانون مجلس الرقابة رقم 46، الذي أقرته سلطات احتلال الحلفاء، في عام 1947.
أدى ذلك إلى حل الأكاديمية البروسية للفنون عام 1954. وفي عام 1972 تم تغيير اسم الأكاديمية البروسية للعلوم. لقد ألغيت واستبدلت في عام 1992 بأكاديمية برلين براندنبورغ للعلوم والإنسانيات كجزء من إعادة توحيد ألمانيا.

## القانون 46
قانون مجلس الرقابة رقم 46:
الدولة البروسية التي كانت منذ الأيام الأولى حاملة للنزعة العسكرية ورد الفعل في ألمانيا لم تعد قائمة بحكم الواقع.

 واسترشادًا بمصالح الحفاظ على سلام وأمن الشعوب ومع الرغبة في ضمان المزيد من إعادة بناء الحياة السياسية لألمانيا على أساس ديمقراطي، يسن مجلس المراقبة ما يلي:
المادة الأولى
ألغيت الدولة البروسية وحكومتها المركزية وجميع أجهزتها.
المادة الثانية
ستحصل الأقاليم التي كانت جزءً من الدولة البروسية، والتي تخضع حاليًا للسلطة العليا لمجلس المراقبة، على وضع Länder أو سيتم استيعابها في Länder. تخضع أحكام هذه المادة لهذه المراجعة والأحكام الأخرى التي قد يتفق عليها مجلس الرقابة، أو على النحو المنصوص عليه في دستور ألمانيا المستقبلي.
المادة الثالثة
سيتم نقل وظائف الدولة والوظائف الإدارية وكذلك أصول والتزامات الدولة البروسية السابقة إلى Länder المناسبة، مع مراعاة الاتفاقات التي قد تكون ضرورية والتي وضعها مجلس التحكم المتحالف.
المادة الرابعة
يُعمل بهذا القانون من يوم التوقيع عليه.تم التوقيع في برلين في 25 فبراير 1947.
-  ماري-بيير كونيغ، جنرال بالجيش
-  فاسيلي سوكولوفسكي، مارشال الاتحاد السوفيتي
-  لوسيوس د. كلاي فريق أول، عن جوزيف تي ماكنارني، فريق أول
-  بريان روبرتسون، جنرال، عن شولتو دوغلاس، مشير سلاح الجو الملكي

قانون مجلس الرقابة رقم 46، الموقع في 25 فبراير، يقضي على دولة بروسيا وحكومتها المركزية وجميع أجهزتها. هذا القانون هو في طبيعة إجراء التأكيد؛ تم تقسيم المقاطعات والمناطق الإدارية الإحدى عشرة في بروسيا قبل الحرب منذ بداية الاحتلال بين المناطق السوفيتية والبريطانية والأمريكية وبولندا. 

## روابط خارجية
- نص الوثيقة
- نص الوثيقة نسخة محفوظة 13 ديسمبر 2021 على موقع واي باك مشين. (بالألمانية)